# A-tăng-kỳ
A tăng kỳ hay A-tăng-kỳ (sa: असंख्येय, Asaṃkhyeya) là một tên gọi được dùng trong Phật giáo để chỉ con số 10140 hoặc cho số {\displaystyle 10^{(a\cdot 2^{b})}} đã được liệt kê trong Kinh Hoa Nghiêm, các giá trị a=5, b=103 nếu tính theo bản dịch của ngài Phật-đà-bạt-đà-la (Buddhabhadra), a=7, b=103 theo bản dịch của ngài Thật Xoa Nan Đà (Shikshananda) và a=10, b=104 theo Thomas Cleary nhưng ông có sai sót trong tính toán.
A tăng kỳ là một từ tiếng Phạn xuất hiện thường xuyên trong các văn bản Phật giáo. Ví dụ, Thích Ca Mâu Ni Phật đã thực hành 4 A-tăng-kỳ 100 nghìn đại kiếp trước khi trở thành một vị Phật. A tăng kỳ có nghĩa là 'không thể đếm được'.
Trong tiếng Phạn, từ "asaṃkhyeya" nghĩa đen là "vô số" trong ngữ nghĩa của "vô hạn".